# 消防用設備
日本における消防用設備（しょうぼうようせつび）とは、消防法及び関係政令で規定する、「消防の用に供する設備、消防用水及び消火活動上必要な施設」の総称である。一般的に消火器などの消火設備、自動火災報知設備などの警報設備、避難はしごなどの避難設備に大別される。消防用設備は消防法により規定されたもので、その他に防火扉など建築基準法に規定された防災設備がある。この2つは関係法令が違うため、建築時に建築基準法と消防法及び市町村条例の整合性が問われることがあるが、建物の運用が始まると、防災設備として一括して管理されることが多い。

## 警報設備

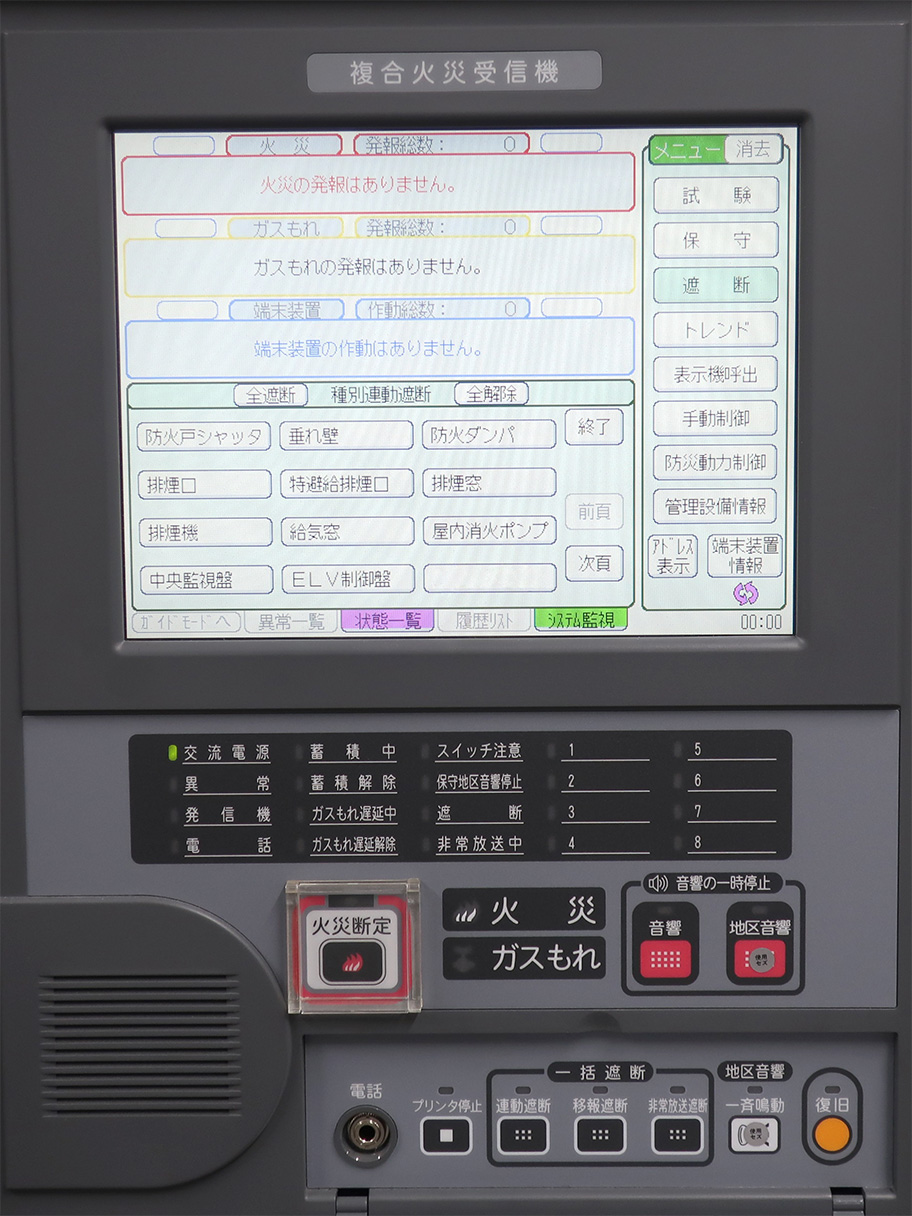
GR型火災受信機

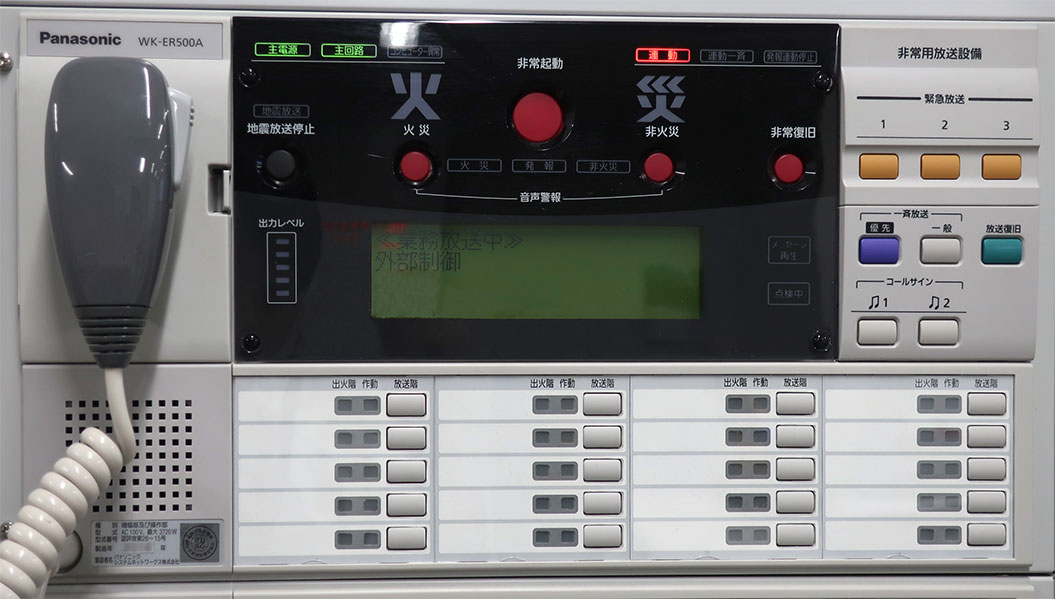
非常放送設備

自動火災報知設備（自火報）
火災を常時監視し、感知時にはベル等で警報を鳴らす設備。非常放送設備と連動し、音声で火災を報知するものもある。
非常警報設備及び非常放送設備
非常警報設備は、自動的に火災を感知する自動火災報知設備とは異なり、押しボタンを押すことにより非常ベル（もしくはサイレン）が鳴動し火災を周囲に警報する。自動火災報知設備が設置されている場合には免除される。非常放送設備はホテルや病院などの建物において、その規模や用途により設置が義務となる。通常の放送設備に非常ボタンを備えておき、ボタンを押すことにより音量調整を無効化または大音量化する機能や、通常時の放送プログラムを停止や優先させて全館に非常放送できる機能を持つ。自火報との連動では、自火報からの火災信号により自動的にプログラムされた音声が大音量で放送される。小規模な建物などでは、警鐘、携帯用拡声器、手動式サイレン等の器具が用いられる。
ガス漏れ火災警報設備
可燃性ガスなどのガス漏れを感知し報知する設備であり、地下街のような地下の階層や有害なガスが自然／人工的に発生する危険性が高い場所など、一定の要件を満たす施設への設置が義務付けられている。
漏電火災警報器
木造ラスモルタル仕上げの建築物で、漏電によるラス金属部の発熱を原因とする火災の発生を予防するための装置。漏電が発生したら自動的にブザーやベルなどで警報を発令し、関係者に報知するための設備である。

## 避難設備

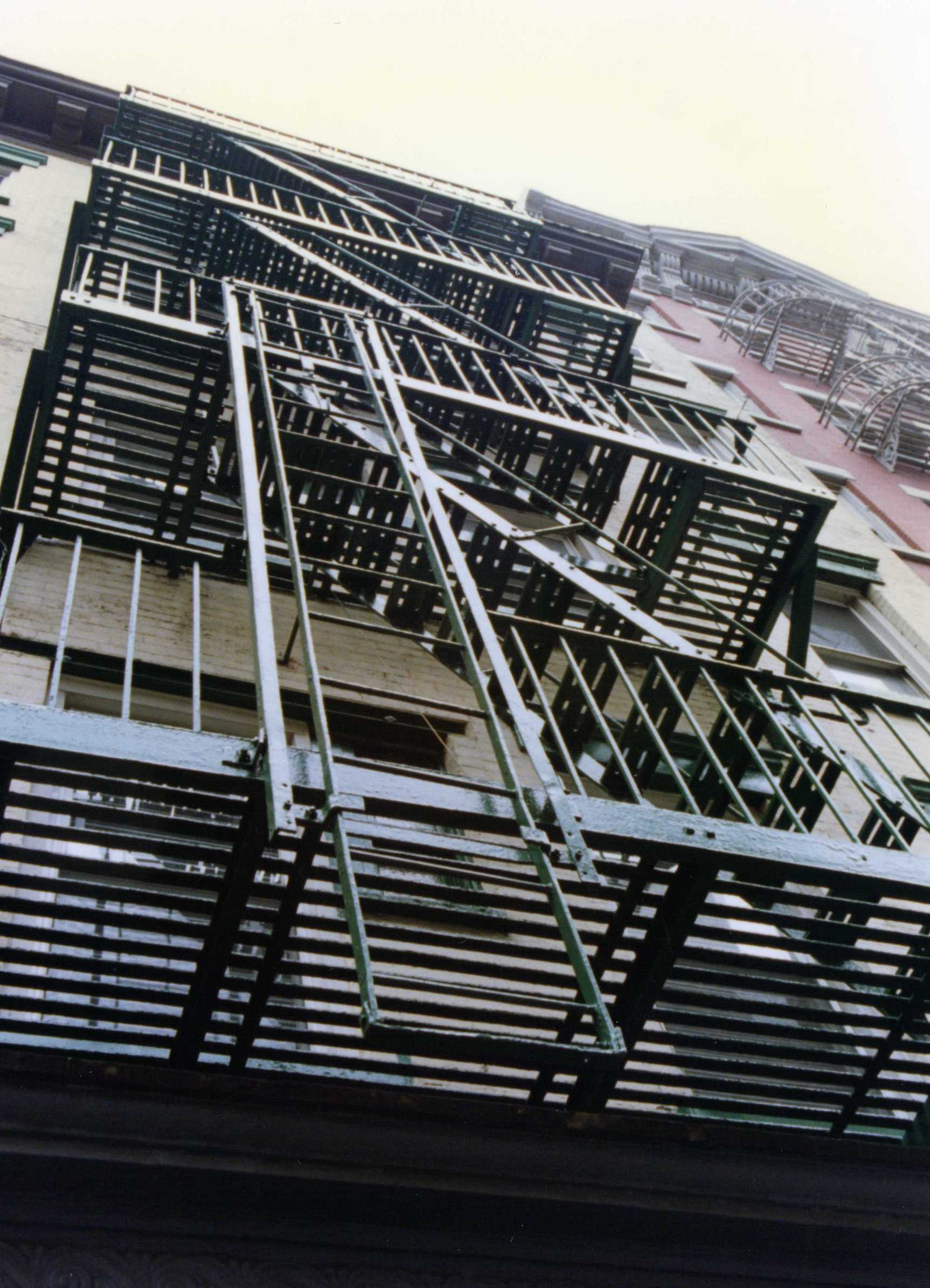
ニューヨーク市にあるビルの避難路

建物は消防法により、2方向に避難ができるように作ることが求められているが、規模が小さい建物や用地が狭い場所にある場合など、避難器具を設置して2方向避難を確保する。また収容人数が大きい場合は避難器具を設置し通常の避難路を支援する。
避難はしご
非常時に使用できるはしご型の設備である。折りたたみ式や固定式、ハッチ収納式や格納箱に収納されているものなど多様な形式がある。集合住宅などでは、各階ごとのバルコニーに上下階と結ぶ避難はしごと床面の避難用ハッチが設けられることが多い。この場合には、奇数階と偶数階でハッチの位置が互い違いになるように配置されている。
避難階段
避難可能な地上階に直接通じている避難用の階段である。
救助袋
上層階の窓際などに設けられる鉄枠と布でできた器具である。鉄枠を外壁側へ伸ばし、長い筒状の布を垂らす。窓などから筒の中に1名ずつ避難者が潜り込み、内部を滑って地上階まで下りることで避難する。斜降式・垂直式がある。垂直式は安全を考慮して筒内には常時1名ずつしか入れないが、地上側での接続固定といった準備があまり必要とせずに済み狭小地でも用いられる。垂直式には筒の形状が捻じられたり膨らみと狭小部が設けられたりして、落下の加速を緩和する工夫がある。以前、垂直式には滑り台式以外の方法も採用されたが、現行型ではほとんどない。
緩降機
着用具と呼ばれる輪に体を通し、ロープに吊り下げられて降下して避難する設備。
避難滑り台など
その他、固定式の滑り台などが、病院や幼稚園などはしごなどの通常の設備を使用するのが難しい場所に設けられる場合がある。
誘導灯

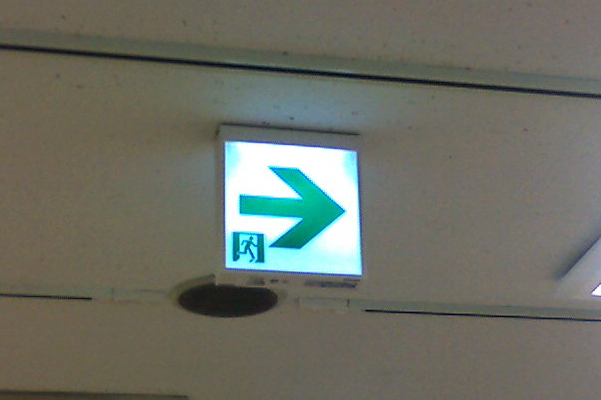
通路誘導灯

非常口や避難通路を示すための発光式表示板であり、平時から常時点灯しており、停電時には内蔵充電池などによって一定以上の時間、自ら発光するものである。テスト用のスイッチが備わっている。
非常用照明器具
非常口や避難通路を照らすための照明器具であり、一般に平時は消灯しているが、非常時には内蔵充電池や非常用電源系統などによって一定以上の時間、避難経路などを照らし出すものである。テスト用のスイッチが備わっている。

## 消火設備

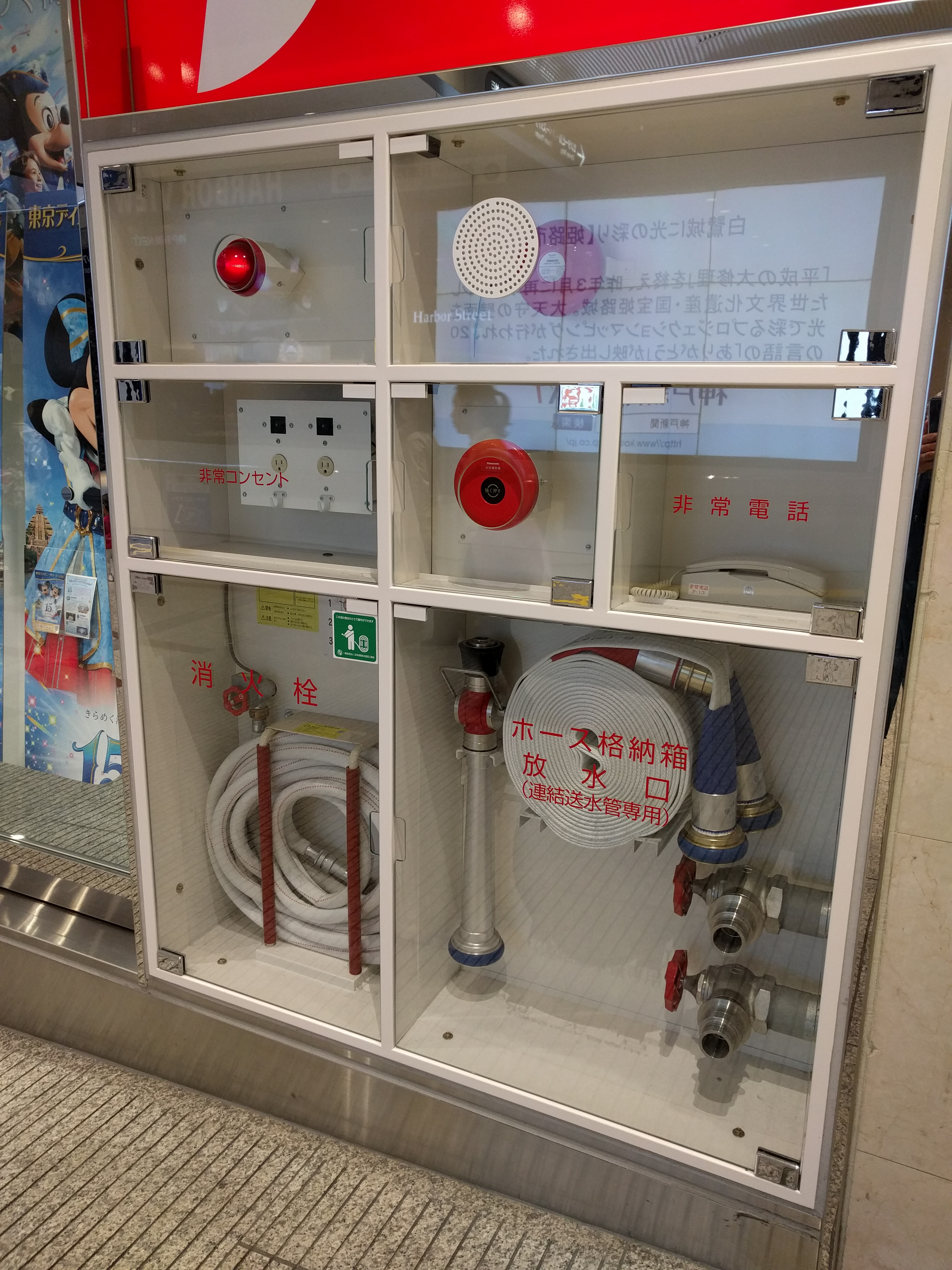
非常警報設備、非常コンセント、非常電話、消火栓、放水口が見える

屋内消火栓設備
消防隊が火災現場に到着するまでの初期消火用に用いられるもので、建物内にいる人々が操作を行うものである。消火栓、ホース、筒先、ホース掛けなどが箱に収まった形で設置されている。
消火栓には主に3種類あり、開閉弁およびノズルの操作を伴うため通常2人で操作する1号消火栓、1号消火栓に比べて操作が容易なため1人で操作が可能な易操作性1号(E-1号)消火栓、ノズルから開閉弁操作を行うことができ1人で操作可能な2号消火栓となっている。
1号消火栓と2号消火栓の違いは、警戒区域半径、放水圧力、放水量などである。1号消火栓では警戒区域半径が25m以内、放水量が130リットル/minであり、ホース掛けがくし型になっているのに対して、2号消火栓では警戒区域半径が15m以内、放水量が60リットル/minであり、ドラム型ホース格納となっている。
消防法施行令においては、1号消火栓は工場、倉庫、危険物貯蔵所において設置することが求められており、他の防火対象施設ではいずれの消火栓を設置してもかまわないこととなっている。ただし、現在では1号消火栓は通常の施設、2号消火栓は病院・福祉施設等の人員を消火作業に提供するのが難しい施設に設置されているのが多い。自治体などでは、条例などによって、病院・福祉施設などにおいては操作が容易な易1号もしくは2号消火栓を義務付けている場合もある。
スプリンクラー設備

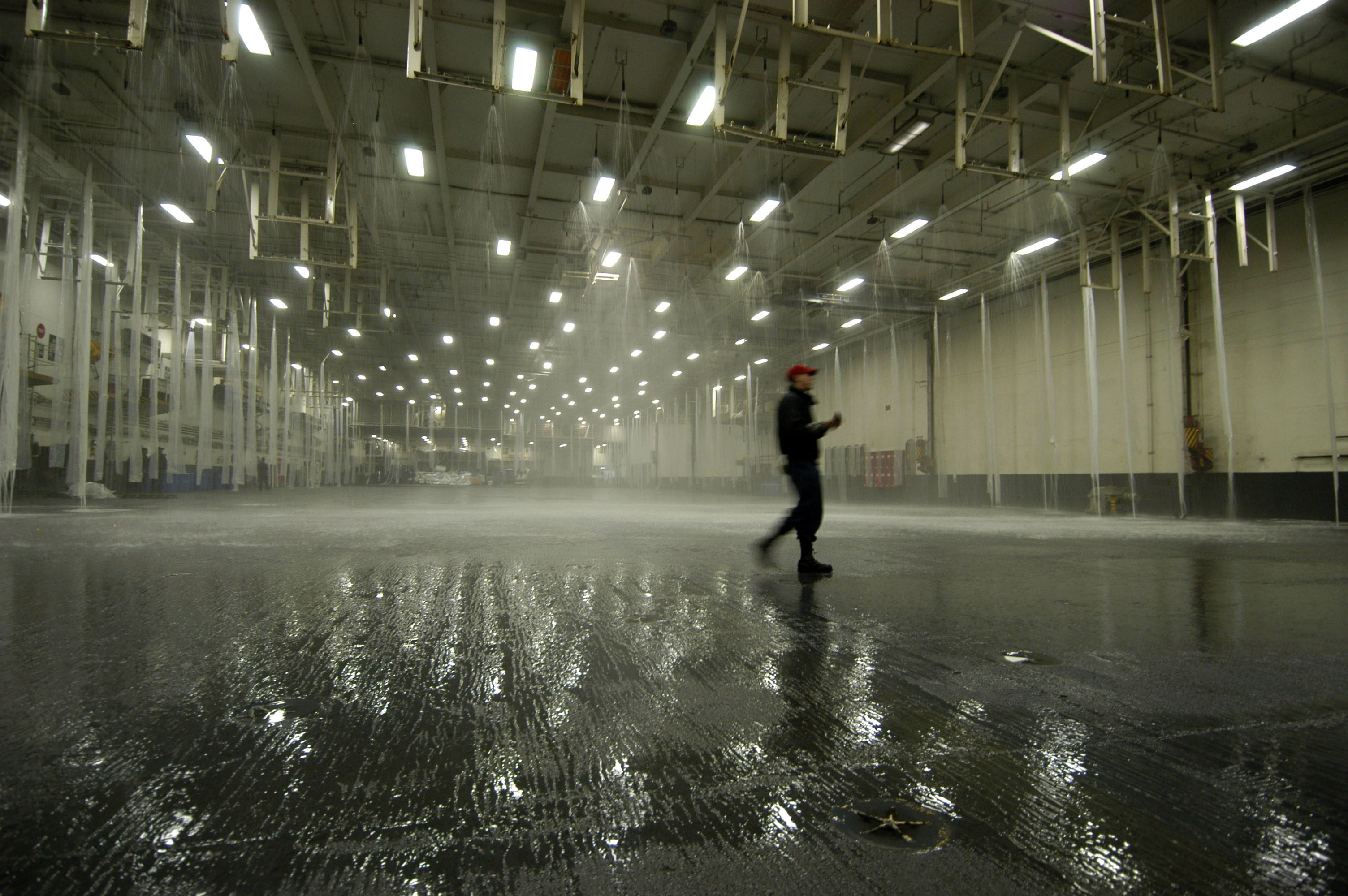
空母キティホーク内の格納庫でのスプリンクラー設備試験の様子

火災を自動的に感知して散水し消火をする。欧米では、自動火災報知設備よりも優先して取付が義務になっている場合が多い。
屋外消火栓設備
屋内消火栓より放水の能力が高いため、屋外に設置し軒高の高い工場、倉庫などの消火、延焼阻止に用いる。屋外消火栓の設置は1-2階に限定され、3階以上に消火栓が必要な場合は、屋内消火栓が併設される。
なお、屋外消火栓・排水栓に地域住民がスタンドパイプを差込んで放水する手法もある（消防車が進入できない地域の初期消火など）。
動力消防ポンプ設備
消防ポンプ自動車や、可搬消防ポンプと水源からなる設備で、2階までの建築物であれば消火栓設備に代替し得る。ただし、その操作は簡単ではないので、常に訓練された人員がいる場所でないと実効性に乏しい。
水噴霧消火設備
開放型スプリンクラーとほぼ同等の設備であるが、水を霧状に噴射し、油火災や変電設備等普通の消火設備では適応の無い火災を鎮圧する設備である。特に屋外タンクなど建物そのものが容器になっている様な建築物の場合、水を噴霧することで、タンクの破損などによる火災の拡大を防ぐ効果を持つ。ただし、天井の高い空間では向かない。
泡消火設備
泡を使用することにより、水よりも消火能力が高くなり特に油火災に威力を発揮するため、駐車場などに使用されることが多い。水を含んだ泡を用いるため、コンピュータ関連の部屋や施設、電力設備での使用には適さない。
粉末消火設備

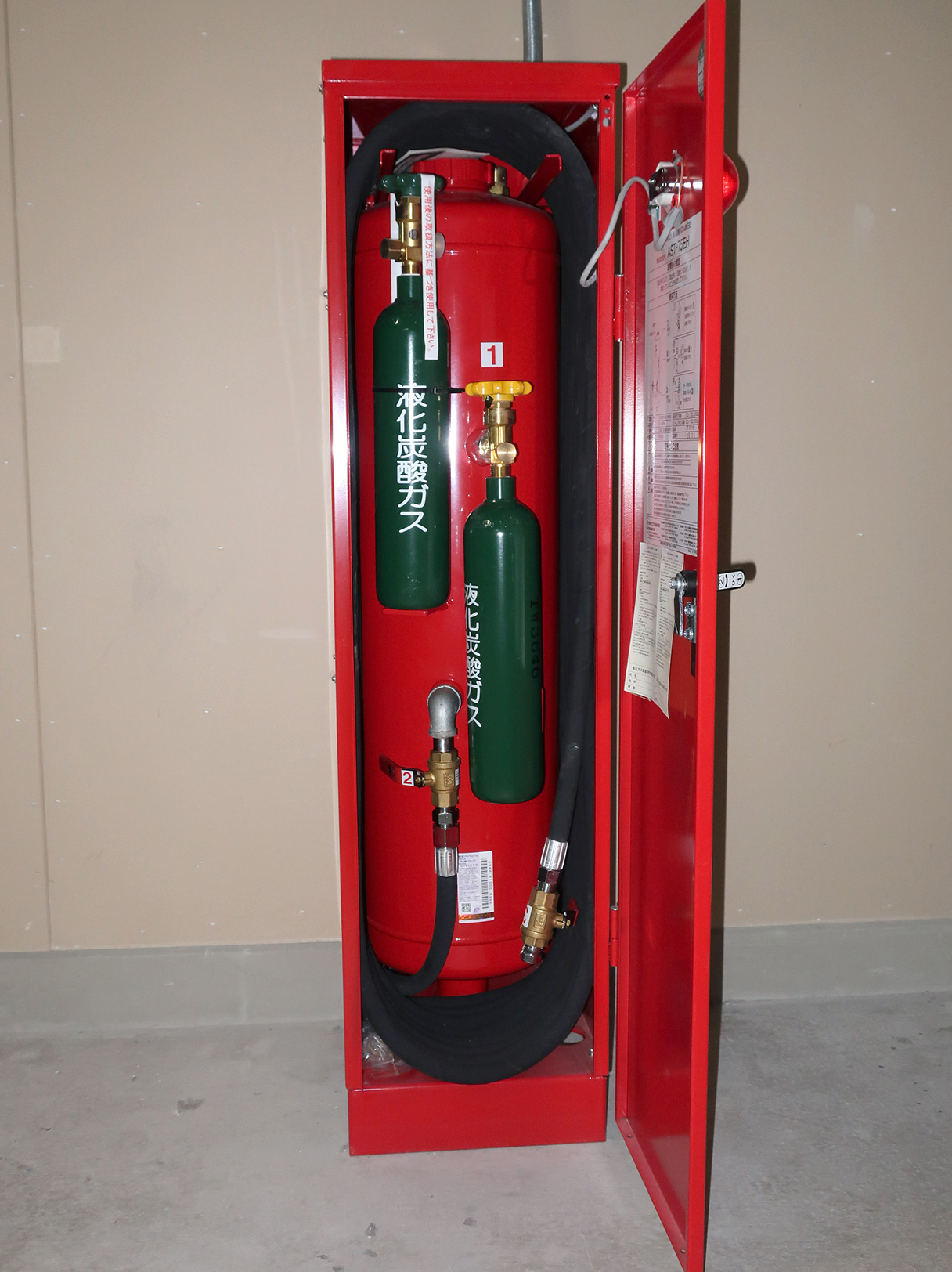
移動式粉末消火設備

適応はガス系消火設備や泡消火設備と酷似しているが、凍結の恐れがある場所等では良く用いられる。特に移動式については、設置の容易性と経済性から、駐車場に使用されることが多い。なお移動式とは、ホースを持って移動するという意味合いである。
ガス系消火設備

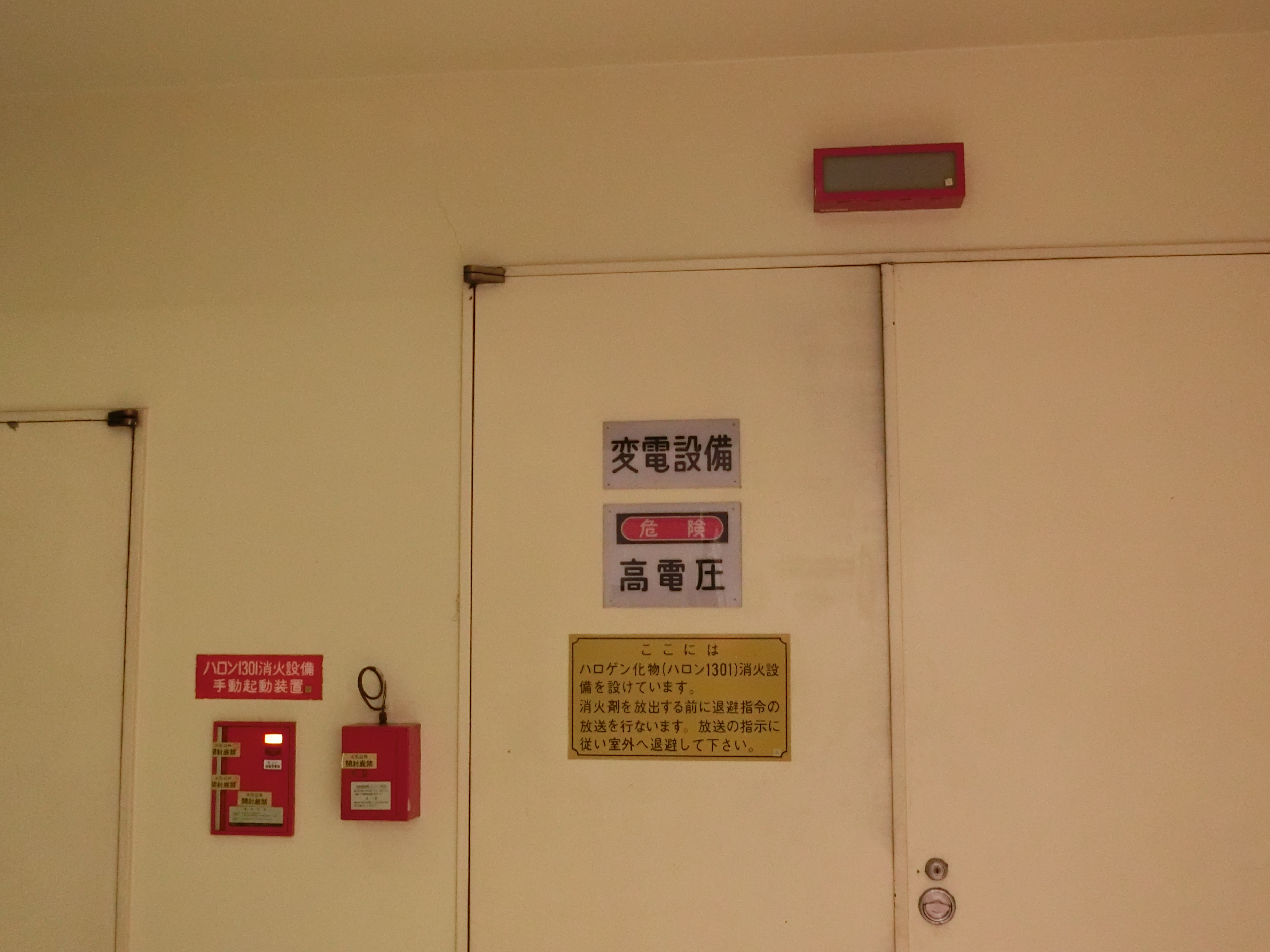
ハロゲン化物消火設備

ガス系消火設備は、二酸化炭素、窒素、イナートガスを使用した不活性ガス消火設備、ハロン、FM200等の代替ハロンを使用したハロゲン化物消火設備があり、メインフレームやサーバールーム、変電室、美術館、博物館、図書館、屋内駐車場等に用いられる特殊な設備である。ハロンは1301が良く用いられていたが、オゾン層を破壊するので現在は製造されない。なおハロンバンクと総務庁消防庁は必要不可欠用途としてリサイクルハロンの使用を積極的に推進している。二酸化炭素消火設備ではハロンより安価で自然環境への配慮もあまり求められず機器類が汚損されることもないが、放射された区域内では人間は呼吸できないため、アナウンスがあれば直ちに避難しなければならない。また、メンテナンス中や工事中の誤操作・誤作動により死傷者を出す事故が度々発生しており、経済産業省は二酸化炭素等消火設備による事故の防止を呼びかけている。窒素ガス消火設備は、汚損の心配もなく、放射時に区域内に人がいても健康な成人であればまず無害である。ハロン規制により窒素等の消火設備が多くなってきたが、容器のスペースの関係上、二酸化炭素が使用される場合も多い。代替ハロンも安定であるが故に地球温暖化物質とされ、先行きは不透明である。
パッケージ型消火設備
パッケージ型消火設備は、粉末・強化液・泡などの消火薬剤を自動または手動で放出する設備である。消火器とほぼ同等のものを数台連結して使用することにより、有効な消火能力を発揮する。必要な性能に合わせてパッケージにするために、この名があるがメーカーや用途によりさまざまな派生型がある。移動式消火設備とは別のものである。一般的に強化液を使用したものは屋内消火栓設備の代替設備としても認可されている。自動式は、主に厨房などの油を扱う施設に設置され、火を扱う機器の上部と換気用ダクト部分に薬剤の放出口が設置される。厨房に設置されるものについては特にダクト消火設備とも言う。スプリンクラー設備やその他の設備はダクト内部を有効に消火できないため、併設の場合であっても減免されないのが通常である。

## 消火活動上必要な設備

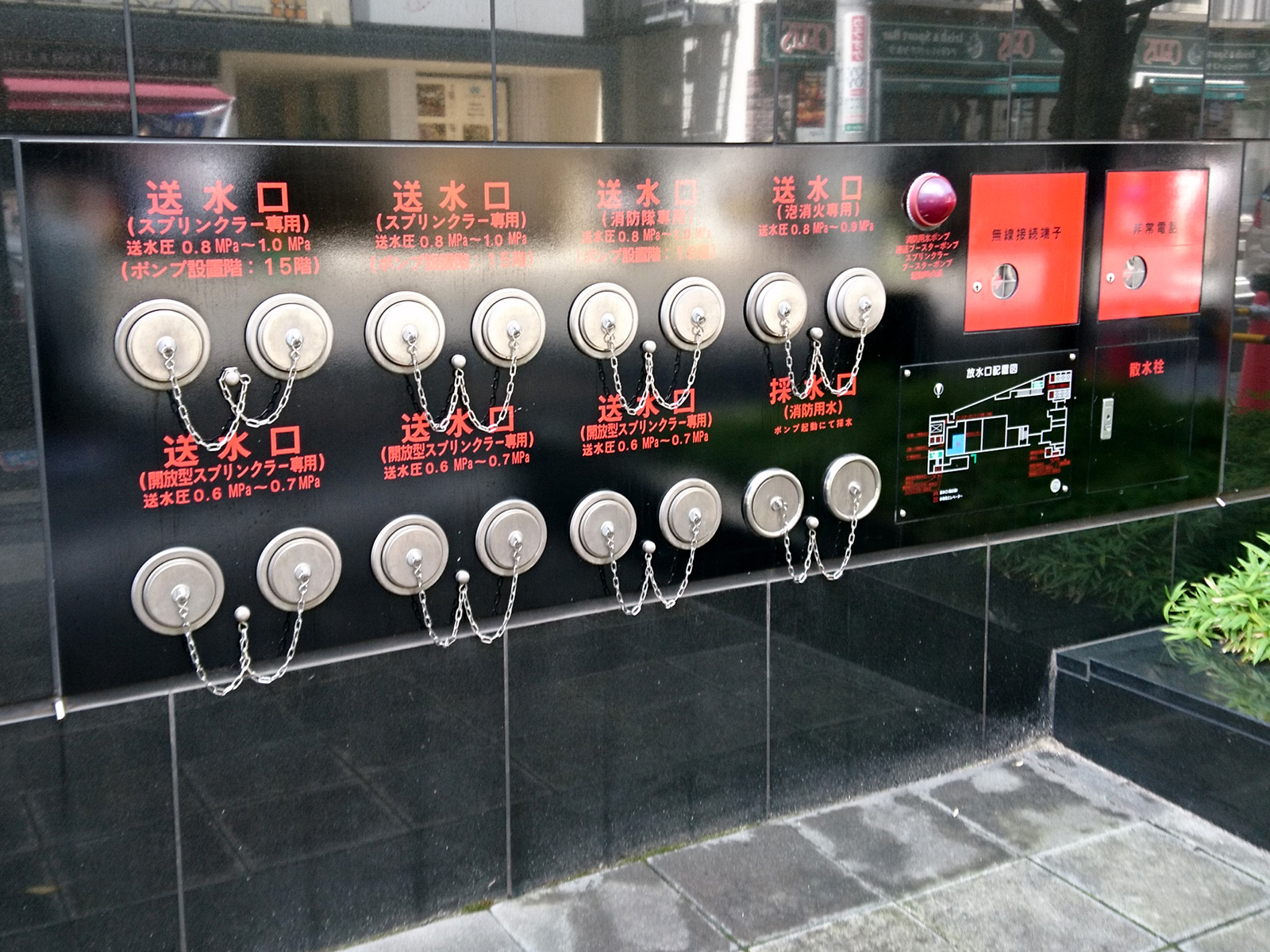
消防用水の採水口と連結送水管、散水設備用送水口、無線接続端子が見える

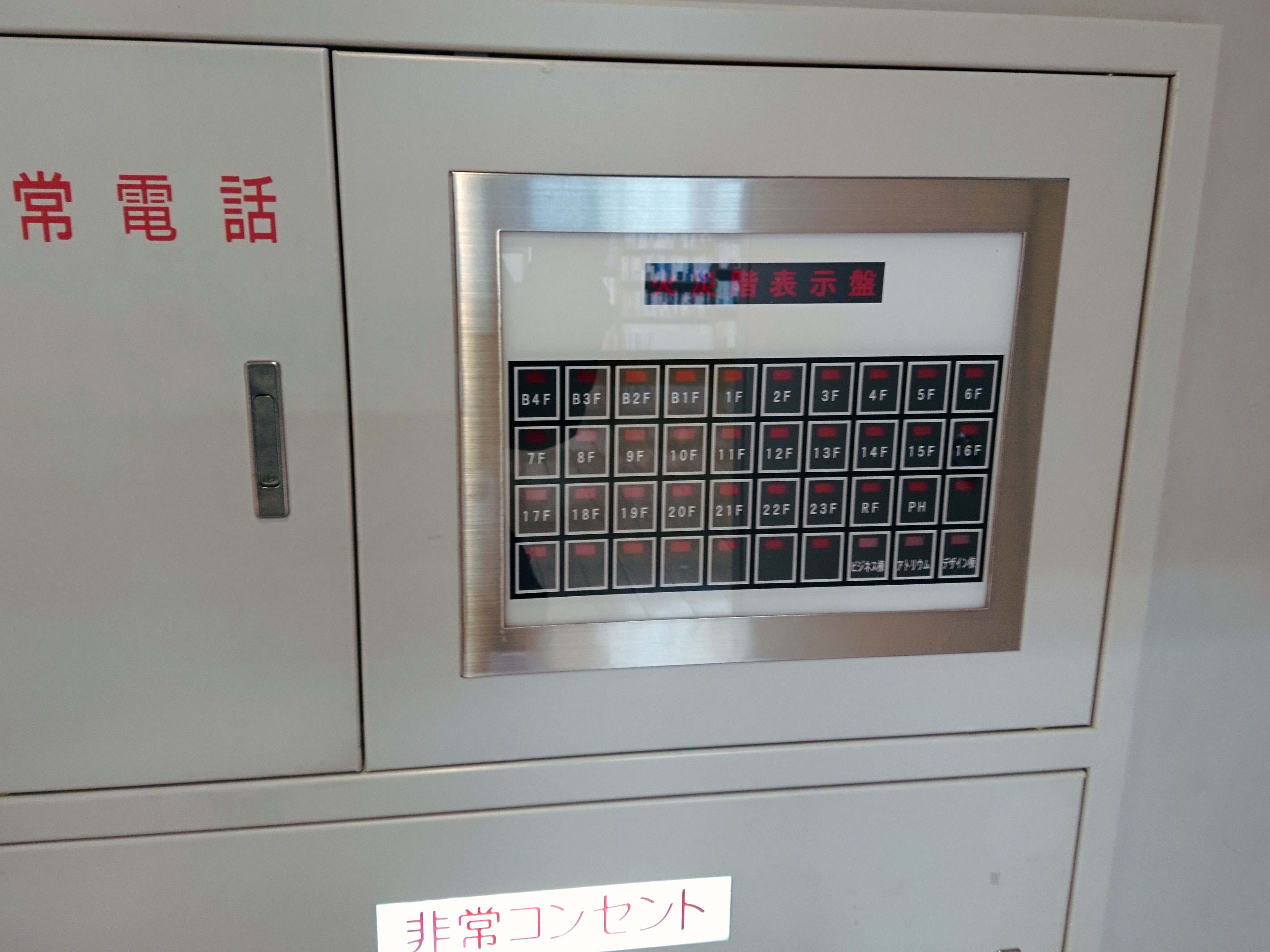
附室に設置されている火災階表示盤

以下は日本の消防法において、消防隊の消火活動が効率的に行われる様に義務付けられている設備である。
消防用水
広い敷地にある大規模な建築物は、消防隊が延焼段階の火災を消火するための水利として、その面積に応じた水量を確保しなければならない。自治体によっては、この水源を他の消火設備の水源と別けて設置することを求めている。
連結送水管
比較的高層の建築物やアーケード等での火災において、火災時消防隊が消防ホースなどの扱いで手間取らないように、予め建築物などを縦断して設けられた送水用の配管である。任意の送水口に消防ポンプ車からの送水管を連結することで、この連結送水管を経由して、建物の各所に設けられている放水口から加圧状態の消火用水が得られるため、消防隊は比較的短いホースを火災現場近くの放水口に接続するだけ放水による消火作業が行える。消火活動の迅速化のための設備である。
連結散水設備
スプリンクラー設備の無い地下室でも有効に消火活動が出来るように、予め配置してある散水ヘッドに消防隊が水を送り消火を図る設備である。
火災階表示盤
市町村条例によっては、高層建築物や特殊建築物において各階の非常用エレベーター附室に火災階を表示する設備を設けるよう義務づけられる場合がある。
非常コンセント設備
消火活動を速やかに行うために必要な器具類に電力を供給するため、非常電源や耐熱・耐火配線を用いて設置される。
無線通信補助設備
地下は地上の電波が届きにくい場所であるため、一定規模以上の地下街には、消防隊が使用する無線連絡と同一の周波数帯で送受信できるアンテナおよび地上に同軸ケーブル端子が設置される。
排煙設備
建築基準法で設置が義務付けられる排煙設備と分けて、消防排煙と呼ばれる。
非常用エレベーター
建築基準法では31mを超える高層建築物に設置義務があり、火災発生時は消防がこれを使用し消火にあたる（詳しくはエレベーターの記事を参照）。

## 消火器具
持ち運ぶことができ、初期の火災に対してのみ有効な用具である。
消火器・簡易消火用具
簡易消火用具は消防法において消火能力単位を有した補助具の扱いであり、設置数は限定される。エアゾール式簡易消火具は本項には当て嵌まらず、能力単位も付与されない。

## 法的規制
消防法により、設置・定期検査が建築物の管理権原者に義務付けられている。消防計画の作成、消防用設備の管理等を防火管理者が行うよう義務付けられている。
これらの設備は、設置工事を甲種消防設備士、整備を(甲種または乙種)消防設備士、点検を(甲種または乙種)消防設備士もしくは消防設備点検資格者に行わせなければならない。またこれら消防用設備には商用電源が停電に陥っても作動しなければならないため、非常用電源が必要になる（非常用発電機など）さらに火災で電線が焼けてショートしないよう耐火電線を用いて配線することも必要である。

## 消防用設備のメーカー
消防・防災に関する機器を開発・製造・販売する企業の一覧はCategory:日本の消防機械器具・防災機器メーカーを参照のこと。